# Предео изузетних одлика Планина Столови
Предео изузетних одлика Планина Столови је заштићено подручје позиционирано у централном делу Србије (регион Шумадије и западне Србије) дуж десне обале Ибра, које је Влада Републике Србије 2022. године ставила под заштиту и прогласила заштићеним подручјем под именом „Столови”, као природно добро од регионалног, односно великог значаја и сврстала у ΙΙ категорију заштите, као предео изузетних одлика.

## Историјат
На основу члана 42. став 8. Закона о заштити природе („Службени гласник РС”, бр. 36/09, 88/10, 91/10 – исправка и 14/16) Министарство заштите животне средине обавестила је јавност о поступку покретања заштите природног подручја II (друге) категорије, као Предео изузетних одлика „Столови” дана 26. јуна 2018. године, када је јавни увид о нацрту уредбе о проглашењу и студији заштите Предео изузетних одлика Планина Столови оглашен на интернет страници Министарства.
Године 2022. Влада Србије донела је уредбу којом је предео Столова проглашен за подручје изузетних одлика и тиме га заштитила као веома вредан планински простор.

## Простор
Предео изузетних одлика Планина Столови налази се у централном делу Србије и обухвата природну целину планинског масива Столови, омеђеног речном долином Црне реке са севера, Рибнице са истока, Брезне са југа и Ибра са запада. Захваљујући изолованом положају, природно подручје које је заштићено одликује се очуваним геолошким и хидрографским феноменима и неизмењеним природним екосистемима, нарочито на планинским гребенима, у клисурама и кањонима, где се налазе серпентински пашњаци и голети са јединственим живим светом.

## Целине и власништво
Предео изузетних одлика Планина Столови има укупну површину од 9.932,10 ha и припада територији града Краљево. Према структури површина катастарских општина које му припадају - Замчање, Брезна, Каменица, Мељаница, Рибница, Крушевица и Матаруге, по власништву, површине у заштићеном подручју су у државној (87,59%), приватној (11,21%), црквеној (0,97%) и јавној (0,23%) својини.

## Категорија заштићеног подручја
Према Правилнику о критеријумима вредновања и поступку категоризације заштићених подручја („Службени гласник РС”, број 97/15) Предео изузетних одлика Столови сврстано је у II (другу) категорију – заштићено подручје регионалног, односно великог значаја. На подручју Пределу изузетних одлика Планина Столови утврђени су режими заштите I, II и III степена.

## Биљни и животињски свет
Столови су једно од најважнијих станишта у ареалу распрострањења многим ендемичним и реликтним, односно ретким и угроженим представницима васкуларне флоре. Значај овог подручја употпуњује бројна и разноврсна фауна чије врсте такође имају међународни и национални статус заштите.Предео одликује завидно флористичко богатство, које чини око 700 биљних таксона, што чини скоро петину укупне флоре Србије. Од тог броја, 295 врста имају национални и/или међународни значај. Међу њима се налазе и 32 ендемичне и 24 реликтне врсте. 81 врста биљака се налази у законској категорији „заштићена дивља врста” а њих 14 у категорији „строго заштићена дивља врста“. На планини Столови се издвајају два вегетацијска појаса – храстов и буков, са низом уметнутих и измењених екосистема. Заступљене су и велике површине под пашњацима и камењарима. 
У оквиру истраживања фауне бескичмењака и риба пописано је 65 врста правокрилаца, 30 врста зрикаваца, 3 врсте попаца и 32 врсте скакаваца, 10 врста риба из 4 фамилије. Фауна водоземаца и гмизаваца масива Столова је богата и разноврсна. Од укупног броја врста ове групе који за подручје целе Србије износи око 45, на истарживаном простору као и у широј околини, забележено је присуство њих 19. Регистровано је и 125 врста птица, што представља 35,5 одсто од укупно 352 регистроване врсте у Србији.
Фауну сисара чини око 47 врста, што је око половине регистрованих на простору Србије. Посебан значај простору Столова даје присуство строго заштићених дивљих врста попут мрког медведа и видре, као и дивокозе, која је након неуспешног насељавања током 60-тих година двадесетог века поново насељена на ову планину почев од 2007. године. 

## Управљач
Предео изузетних одлика Столови поверено је на управљање Јавном предузећу „Србијашуме”.